# Пронаи, Пал
Пал Шандор Иштван Габор Пронаи (венг. Prónay Pál Sándor István Gábor; 2 ноября 1874, Ромхань — ?) — венгерский военный и ультраправый политик. Гусарский офицер в австро-венгерской армии. Активный участник подавления Венгерской Советской Республики и «белого террора». Отличался особой жестокостью в расправах с коммунистами, социалистами и евреями. Был осуждён за вымогательство. Командир националистического ополчения Rongyos Gárda («Гвардия оборванцев»), организатор сопротивления австрийцам в Бургенланде 1921 года. Крайний националист, антисемит. В 1920-х сторонник восстановления монархии, в 1930-х активист фашистского движения. Погиб, либо взят в плен, в ходе боёв за Будапешт 1944/1945.

## Биография

### Белый гусар
Пал Пронаи родился в ноградском селе на севере Венгрии. Происходил из мелкопоместной дворянской семьи, отец — барон Иштван Пронаи. Пал Пронаи окончил Военную академию «Людовика». Служил в австро-венгерской кавалерии. В армейской карьере продвигался довольно медленно, к 45 годам имел звание капитана.
Согласно официальной биографии, во время Первой мировой войны Пал Пронаи командовал гусарским полком. Существует, однако, предположение, что на фронте Пронаи либо не был вообще, либо пробыл короткое время — поскольку в своих подробных мемуарах он практически не упоминает об этом. Окончание войны и революционные события 1918 года застали его в Вене. Распад империи и социальные преобразования Пронаи воспринял крайне враждебно.
Пал Пронаи одним из первых откликнулся на призыв Миклоша Хорти, прибыл в его Сегедскую ставку и вступил в Венгерскую ассоциацию национальной обороны (Magyar Orszagos Vedero Egyesület, MOVE). В июне 1919 Пронаи сформировал и возглавил батальон венгерских «белых». Это формирование комплектовалось из убеждённых националистов и антикоммунистов, строилось по принципу беспрекословного военного повиновения и личной преданности командиру. Пронаи быстро выдвинулся в первый ряд наиболее влиятельных «белых» командиров. Его ближайшим военно-политическим союзником стал Дьюла Гёмбёш.

### Реставратор монархии
Отряд Пала Пронаи сыграл большую роль в разгроме венгерских коммунистов и свержении советского режима в Венгрии. В то же время под лозунгами восстановления порядка был развязан «белый террор». Пронаи и его бойцы отличались в карательных акциях особой жестокостью и фанатизмом. Коммунисты, социалисты и евреи, попадавшие в руки Пронаи, обрекались на пытки и смерть. Иногда экзекуциям подвергались целые населённые пункты, занятые его батальоном.

Я приказывал дать лишних пятьдесят шомполов этим фанатичным зверолюдям, чьи умы были опьянены безумной идеологией Маркса.

Пал Пронаи

6 августа 1919 Венгерская советская республика пала. 16 ноября 1919 отряд Пронаи вступил в Будапешт. Его штаб расположился в фешенебельном отеле Britannia. Пронаи планировал устроить крупный еврейский погром, но этому воспрепятствовал Хорти — что необратимо ухудшило отношения между ними.
Пронаи считал задачей не только устранение коммунистической опасности, но и реставрацию прежних социальных отношений: правления дворянской бюрократии и землевладельцев при повиновении крестьянских масс. Важным элементом его взглядов был ярый антисемитизм. В политической программе он выступал за восстановление монархии. При этом первоначально Пронаи выступал не за возвращение на трон Карла I Габсбурга, а за «свободное избрание короля». Поэтому террор его отряда в Будапеште был направлен не только против коммунистов, социал-демократов и евреев, но и против монархистов-легитимистов.

### Трения с Хорти. «Дело Корнхаузера»
В 1920 году действия иррегулярных вооружённых сил, даже «белой» направленности, стали вызывать резкое недовольство венгерской элиты и лично Миклоша Хорти. Причинами являлись политические амбиции командиров, большое количество представителей социальных низов, игнорирование законов, частые уголовные преступления.

Кто создаёт беспорядки — расстреляю. Разница в том, что беспорядки справа я буду расстреливать с болью в сердце, тогда как сделаю это с удовольствием, развлекаясь, если они произойдут слева.

Миклош Хорти

Пал Пронаи и его бойцы вызывали в этом плане наибольшее раздражение. В ноябре 1920 они совершили убийство полицейского. В августе 1921 разгорелся ещё более крупный скандал: стали известны факты вымогательства денег у богатого еврейского предпринимателя Лайоша Корнхаузера, обладавшего серьёзными связями в элите и известного своей консервативно-монархической позицией. В качестве шантажиста выступал лично Пронаи.
«Дело Корнхаузера» получило скандальную огласку, дошло до Хорти и иностранных представителей в Будапеште. Пронаи пытался обвинить Корнхаузера в «измене» и «шпионаже» (в пользу прозападной демократической Чехословакии). Несостоятельность его заявлений была очевидна. Пронаи подвергся обструкции на заседании парламента, был привлечён к уголовной ответственности, признан виновным и приговорён к нескольким месяцам тюрьмы (реального срока не отбывал, поскольку суд учёл прежние заслуги). Так произошёл окончательный разрыв Пронаи с Хорти. В то же время отношения Пронаи с Гёмбёшем сохранились, хотя приняли непубличный характер.

### «Гвардия оборванцев» и Lajtabánság
Осенью 1921 года Пал Пронаи во главе ополчения Rongyos Gárda («Гвардия оборванцев» формировалась из бойцов антикоммунистических отрядов, обычно крестьян и студентов), предпринял вооружённое выступление в Западной Венгрии против передачи Австрии четырёх пограничных комитатов. Было провозглашено независимое государство Лайтабаншаг — Lajtabánság. По некоторым признакам, Пронаи рассчитывал создать на удерживаемой территории своего рода плацдарм для последующего захвата власти в Будапеште.
Однако правительство Хорти сумело и отбить попытку реставрации Габсбургов (Дьюла Гёмбёш и Миклош Козма в последний момент вооружили студентов Будапештского университета, которые открыли огонь по карлистам), и нейтрализовать Лайтабаншагский мятеж (в координации с австрийскими войсками). Тем не менее, в результате выступления Пронаи город Шопрон, где был проведён референдум, остался в составе Венгрии.
К концу 1921 года Пронаи переориентировался на поддержку Карла Габсбурга, но эти планы остались нереализованными, ввиду смерти последнего.

### От монархизма к фашизму
В 1922 Пал Пронаи был уволен из армии и лишён воинского звания подполковника. Считался политически неблагонадёжным, находился под наблюдением властей, но преследованиям не подвергался.
Вместе с Дьюлой Остенбург-Моравеком, также офицером Национальной армии и участником столкновений в Лайтабаншаге (будущем Бургенланде), Пронаи учредил в 1931 политическую партию уже не монархического, а фашистского толка. Кадровую основу Венгерской национальной фашистской партии должны были составить бойцы Rongyos Gárda, многие из которых сохраняли личную преданность Пронаи. Однако этот проект не получил развития из-за отрицательного отношения хортистских властей, делавших ставку на правящую партию Дьюлы Гёмбёша.
В 1938 году Пронаи возродил «Гвардию оборванцев».

### Последние бои
На последнем этапе Второй мировой войны, во время вместе с осады и штурма Будапешта в 1944/1945, 70-летний Пал Пронаи вновь организовал добровольческий отряд и участвовал в боях с наступавшими советскими войсками. Есть сведения, что бойцы Пронаи убивали также будапештских евреев.
Дальнейшая судьба Пала Пронаи доподлинно неизвестна. Существует предположение, что он был убит в будапештских боях. По другим данным, Пронаи был взят в плен и отправлен в ГУЛАГ, где впоследствии скончался. В словацком исследовании «Osud západného Maďarska medzi 1918-1921» сказано, что Пронаи был взят в плен 20 марта 1945 г. и 10 июня 1946 г. осуждён "за шпионаж и саботаж" на 20 лет исправительных работ, умер в ГУЛАГе, в Сибири, дата смерти неизвестна. 

## Различные оценки
В период ВНР Пал Пронаи и его формирования считался символом варварской реакции, фанатичной жестокости, кровавого террора и уголовного беспредела. Этому способствовали не только многочисленные свидетельства, но и признания, содержащиеся в мемуарах самого Пронаи, частично опубликованных в 1963 году.
Западные историки считают формирование Пронаи венгерским аналогом фрайкоров, а его самого сравнивают с Эрнстом фон Заломоном и Эрнстом Юнгером.
В современной Венгрии образ Пала Пронаи привлекает симпатии правонационалистических кругов, особенно партии Йоббик. В заслугу ему ставится участие в свержении коммунистического режима, сопротивление в Бургенланде и сохранение Шопрона в составе Венгрии.